# エミール・プレルドジッチ
エミール・プレルドジッチ（Emir Preldžič、1987年9月6日 - ）は、スロベニアのプロバスケットボール選手。トルコ男子プロバスケットボールリーグ1部TBLの強豪フェネルバフチェ所属。ユーゴスラビア連邦ボスニア・ヘルツェゴビナ社会主義共和国ゼニツァ＝ドボイ県ゼニツァ出身。ポジションはスモールフォワード。206cm、100kg。

## ナショナルチーム
スロベニア代表として北京オリンピックバスケットボール世界最終予選に出場。